# Nathan De Cat
Nathan De Cat (19 juli 2008) is een Belgisch voetballer die onder contract ligt bij RSC Anderlecht.

## Clubcarrière
De Cat sloot zich op tienjarige leeftijd aan bij de jeugdopleiding van RSC Anderlecht. Daarvoor speelde hij bij KV Mechelen. De Cat werd evenwel niet door Anderlecht weggeplukt bij KV Mechelen, want tussen de U8 van KV Mechelen en de U11 van Anderlecht was de Vilvoordenaar nergens in clubverband aangesloten. Wel voetbalde hij in die periode bij de Act2Prevent.
In oktober 2023 ondertekende De Cat z'n eerste profcontract bij Anderlecht. Op 2 februari 2024 maakte De Cat zijn profdebuut in het shirt van RSCA Futures, het beloftenelftal van Anderlecht in Eerste klasse B: tegen SL16 FC kreeg hij een basisplaats van trainer Marink Reedijk. De Cat was bij zijn profdebuut slechts 15 jaar, 4 maanden en 10 dagen oud en werd de tweede jongste speler ooit in het Belgisch profvoetbal, na Jessi Da Silva. Ook in de negen daaropvolgende competitiewedstrijden mocht hij starten.
In juli 2024 mocht de vijftienjarige De Cat mee op zomerstage met de A-kern naar Portugal. Op 27 september 2024 kondigde Anderlecht aan dat het contract van De Cat werd opengebroken tot 2027 en dat de middenvelder voortaan met de eerste ploeg zou meetrainen. De Cat bleef dat seizoen weliswaar een vaste waarde bij de RSCA Futures. Op 20 februari 2025 maakte De Cat, die dat seizoen al een paar keer de wedstrijdselectie van het eerste elftal had gehaald, zijn officiële debuut voor het eerste elftal van de club: in de terugwedstrijd van de tussenronde van de Europa League tegen Fenerbahçe SK liet trainer David Hubert hem in de 82e minuut invallen voor Luis Vázquez.
Op 6 april 2025 maakte De Cat zijn competitiedebuut voor Anderlecht: op de tweede speeldag van de Champions play-offs liet trainer Besnik Hasi hem in de 1-2-nederlaag tegen KRC Genk in de 89e minuut invallen voor Jan-Carlo Simić. 
Op 1 mei 2025 maakte De Cat bij zijn vijfde invalbeurt in de competitie zijn eerste doelpunt voor het eerste elftal van RSC Anderlecht: in de 1-3-zege tegen Antwerp FC scoorde hij in de 69e minuut de 0-2. Met deze goal kroonde hij zich tot de op zes na jongste doelpuntenmaker ooit van de club. In zijn eerste seizoen bij de eerste ploeg klokte De Cat af op zeven invalbeurten. 
Op 27 juli 2025 kreeg De Cat zijn eerste basisplaats bij Anderlecht, in de openingswedstrijd van het seizoen 2025-2026 tegen KVC Westerlo. Hij speelde een uitstekende wedstrijd en gaf een assist.

## Clubstatistieken
| Seizoen         | Club            | Land            | Competitie      | Competitie | Competitie | Beker | Beker | Supercup | Supercup | Europees | Europees | Totaal | Totaal |
| Seizoen         | Club            | Land            | Competitie      | Wed.       | Dlp.       | Wed.  | Dlp.  | Wed.     | Dlp.     | Wed.     | Dlp.     | Wed.   | Dlp.   |
| --------------- | --------------- | --------------- | --------------- | ---------- | ---------- | ----- | ----- | -------- | -------- | -------- | -------- | ------ | ------ |
| 2023/24         | RSCA Futures    | Vlag van België | Eerste klasse B | 10         | 0          | —     | —     | —        | —        | —        | —        | 10     | 0      |
| 2024/25         | RSCA Futures    | Vlag van België | Eerste klasse B | 23         | 3          | —     | —     | —        | —        | —        | —        | 23     | 3      |
| 2024/25         | RSC Anderlecht  | Vlag van België | Eerste klasse A | 6          | 1          | 0     | 0     | —        | —        | 1        | 0        | 7      | 1      |
| Carrière totaal | Carrière totaal | Carrière totaal | Carrière totaal | 39         | 4          | 0     | 0     | 0        | 0        | 1        | 0        | 40     | 4      |

Bijgewerkt op 1 juni 2025.

## Interlandcarrière
In mei 2025 werd De Cat door Bob Browaeys geselecteerd voor het EK onder 25 in Albanië. De Cat kreeg er een basisplaats in alle drie de groepswedstrijden en in de halve finale tegen Frankrijk, die België met 3-2 verloor.